# Nele Você Pode Confiar
"Nele Você Pode Confiar", também mencionada como "Conheci um Grande Amigo", é uma canção da banda brasileira de rock cristão Rebanhão, contida em seu quarto álbum de estúdio, Novo Dia, lançado pela gravadora PolyGram em setembro de 1988.
Escrita por Ricardo Costa Neves, da Comunidade S8, foi gravada pelo Rebanhão, sendo sua versão mais conhecida. Carlinhos Felix é o responsável pelos vocais. A música esteve presente nos shows até a saída de Carlinhos Felix da banda, no final de 1991. Na época, o grupo Milad também a gravou, para o disco Milad 2 (1989). Outra versão, mais contemporânea, foi a de Paulo César Baruk e Lito Atalaia para o disco Graça (2014).
A canção foi remasterizada para a coletânea Grandes Momentos.

## Versões cover
- Milad: No álbum Milad 2 (1989);[3]
- Soraya Moraes: No álbum Milagre (2000);
- Paulo César Baruk: No álbum Graça (2014), com Lito Atalaia;[4] e em Graça ao Vivo (2016).[5]

## Ficha técnica
Créditos adaptados do encarte do álbum:
Banda
- Carlinhos Felix - vocais, guitarra
- Pedro Braconnot - teclado, sintetizadores
- Paulo Marotta - baixo
- Fernando Augusto - bateria

Músicos convidados
- Paulo Debétio - produção musical